# ديفيد جاكوبس (كاتب)
ديفيد جاكوبس (بالإنجليزية: David Jacobs)‏ هو كاتب سيناريو أمريكي، ولد في 12 أغسطس 1939 في بالتيمور في الولايات المتحدة.

## وصلات خارجية
- ديفيد جاكوبس على موقع IMDb (الإنجليزية)
- ديفيد جاكوبس على موقع ألو سيني (الفرنسية)
- ديفيد جاكوبس على موقع قاعدة بيانات الفيلم (الإنجليزية)
- ديفيد جاكوبس على موقع كينوبويسك (الروسية)